# Kirche Schönow

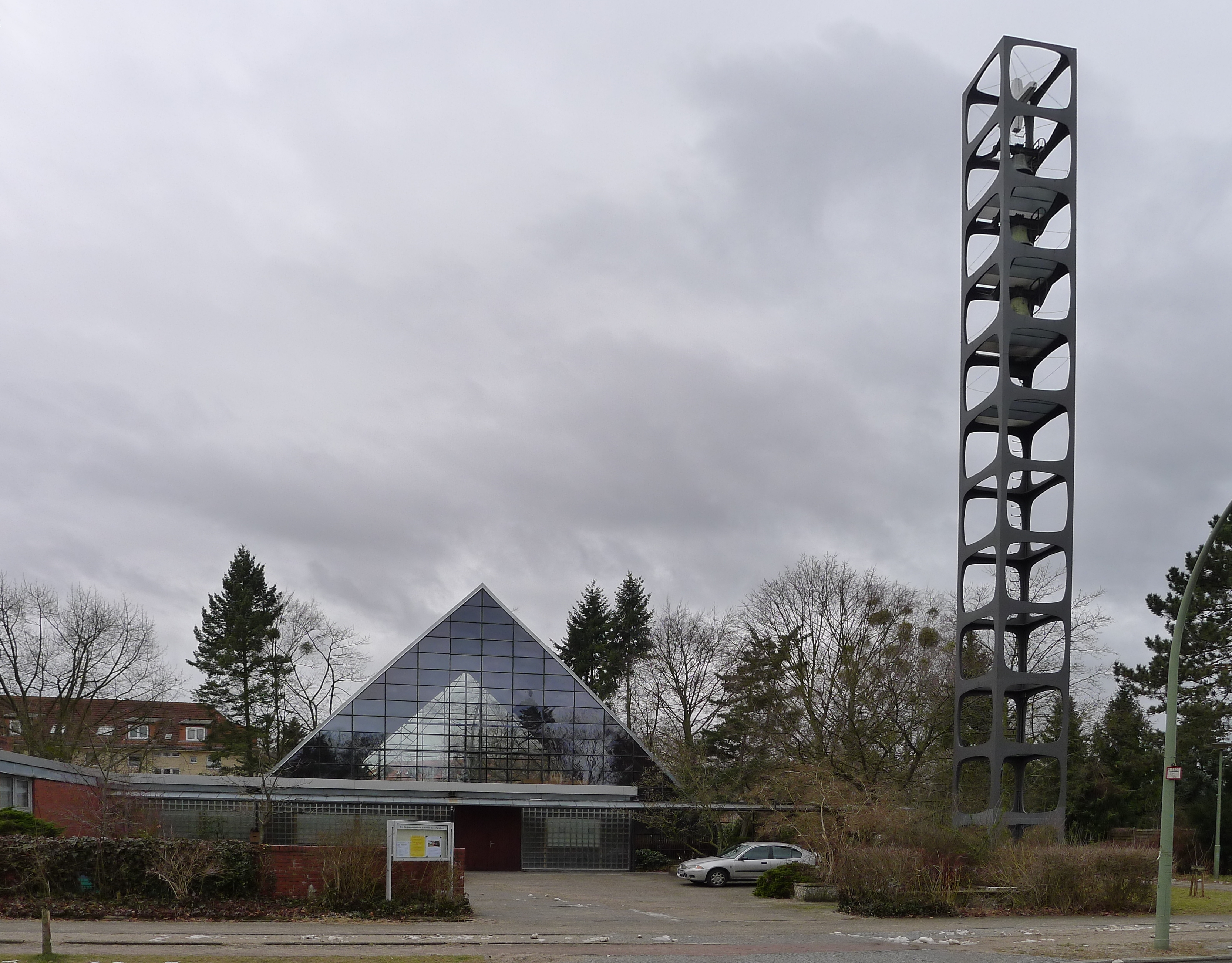
Kirche Schönow-Buschgraben

Die evangelische Kirche Schönow-Buschgraben in der Andréezeile 21/23 im Kiez Schönow des Berliner Ortsteils Zehlendorf im Bezirk Steglitz-Zehlendorf wurde von Frei Otto und Ewald Bubner im Architekturstil der Nachkriegsmoderne entworfen. Sie wurde am 22. Mai 1961 von Bischof Otto Dibelius eingeweiht und steht seit 1995 unter Denkmalschutz. Die zeltartige Saalkirche ist mit dem Gemeindehaus und dem 1963 errichteten freistehenden Glockenturm über eine Pergola zu einem Gebäudekomplex verbunden. Die gesamte Anlage zählt zu den Frühwerken beider Architekten.

## Geschichte
Das ursprünglich kirchlose Dorf Schönow nahe der Stadt Teltow, 1299 erstmals urkundlich erwähnt, war bis zur Eingemeindung nach Zehlendorf am 23. Oktober 1894 in Teltow eingepfarrt. Zu diesem Zeitpunkt hatte es 589 Einwohner. Nach dem Zweiten Weltkrieg gehörte die Kirchengemeinde Schönow bis zur politischen Trennung nach wie vor zum Kreissiedlungspfarramt Teltow, wurde aber 1949 selbstständig. Die am 1. Juli 1972 gegründete Kirchengemeinde Am Buschgraben gab ihre Selbstständigkeit im Jahr 2000 auf und fusionierte mit der Kirchengemeinde Schönow. Daraus entstand die Kirchengemeinde Schönow-Buschgraben, die seit 2018 ein Sprengel mit den Gemeinden Zur Heimat und Stephanus bildet. Sie gehört zum Evangelischen Kirchenkreis Teltow-Zehlendorf.

## Baubeschreibung

### Konzeptioneller Hintergrund
Seit den 1950er Jahren werden im Berliner Kirchenbau zunehmend die Wandflächen geöffnet. Die Wirkung des Kirchraumes sollte durch intensiv leuchtende Farbverglasungen erhöht werden, wie z. B. in der Himmelfahrtkirche und der Philippus-Kirche. Im Gegensatz dazu wurde in der Kirche Schönow mit Klarglas ein heller Lichtraum geschaffen. Durch die transparenten Giebelwände öffnet sich die Kirche zur Außenwelt, das heißt, sie wird unmittelbar in die Natur und das städtische bzw. soziale Umfeld eingebunden.

### Äußeres und Konstruktion
Von außen präsentiert sich der Gebäudekomplex als leicht und luftig wirkende Komposition aus den Komponenten Turm, Kirche und Gemeindehaus, verbunden durch die Pergola.
Das Kirchengebäude selbst ist typologisch nahezu ein Nurdachhaus, durch gläserne Giebelflächen ist auch das Innere von außen zu erfassen. Die leichte Konstruktion soll zusammen mit der Kubatur aus Sicht der Architekten das „Zelt Gottes unter den Menschen“ assoziieren. Das Erleben des Motivs eines Zeltes wird durch eine besondere Konstruktion gefördert: Das zeltartige Tragwerk aus Stahl mit einem steilen, tief heruntergezogenen Satteldach, das knapp zwei Meter oberhalb des Erdbodens endet, wird auf Druck und Zug beansprucht. Es nimmt die holzverschalte Decke auf, die innen sichtbar gebliebenen filigranen Unterzüge lassen die Konstruktionstechnik erkennen. Diese Dachkonstruktion ruht auf dreifüßigen Stützen aus Betonfertigteilen. Dadurch, dass die Seitenwände ebenfalls klarsichtig verglast sind, entsteht der Eindruck eines schwebenden Daches.
Der Campanile auf quadratischen Grundriss ist ein Stahlfachwerkturm, der aus zwölf skelettartigen, übereinandergesetzten kubischen Baugruppen besteht.
Die Pergola besteht aus einem weiten Vordach auf leichten Stützen, die den eingeschossigen Block der Gemeinderäume mit dem vom Kirchenbau abgerückten Glockenturm verbindet.

### Inneres

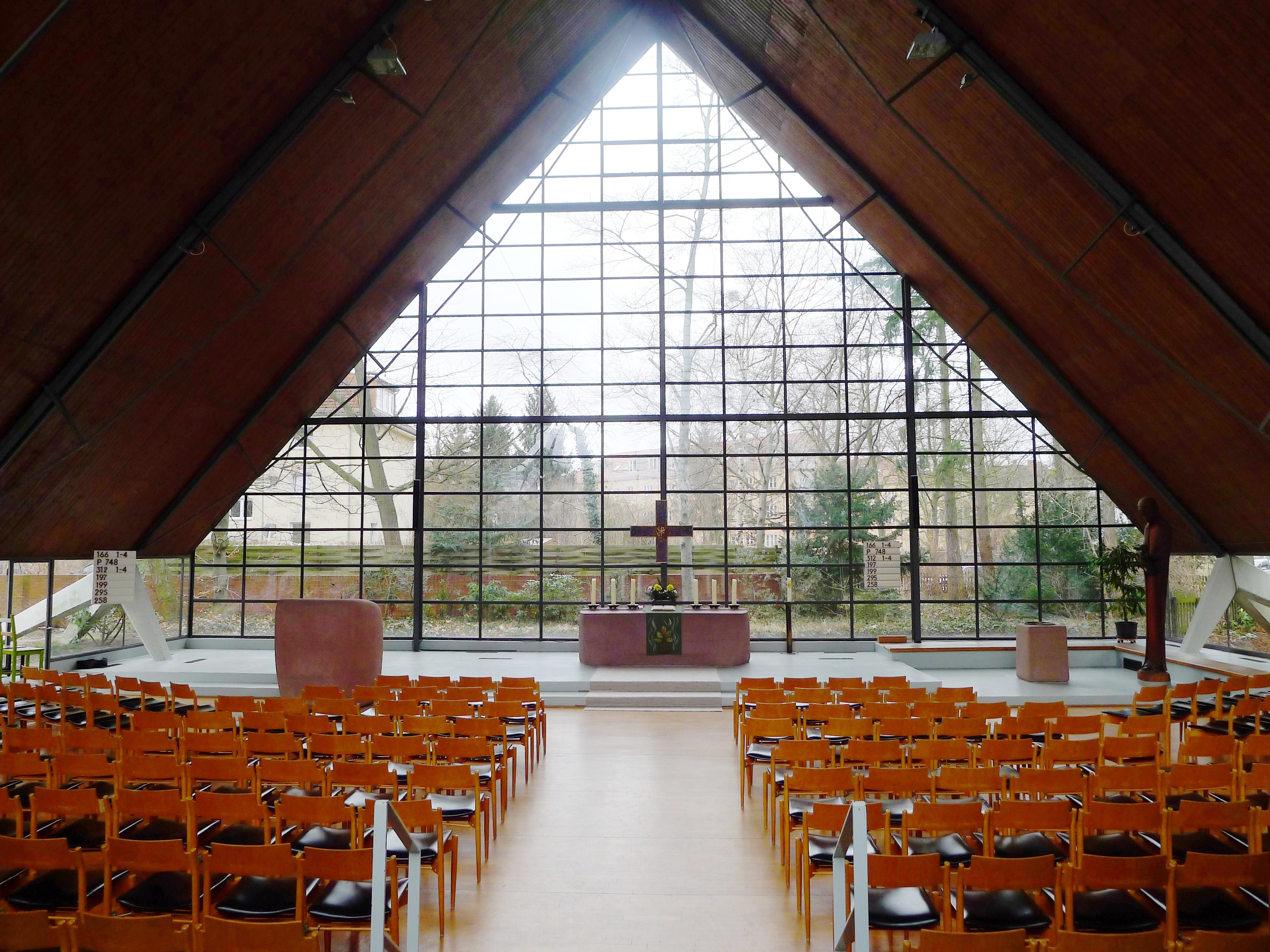
Innenraum, Blick zum Altar (2013)

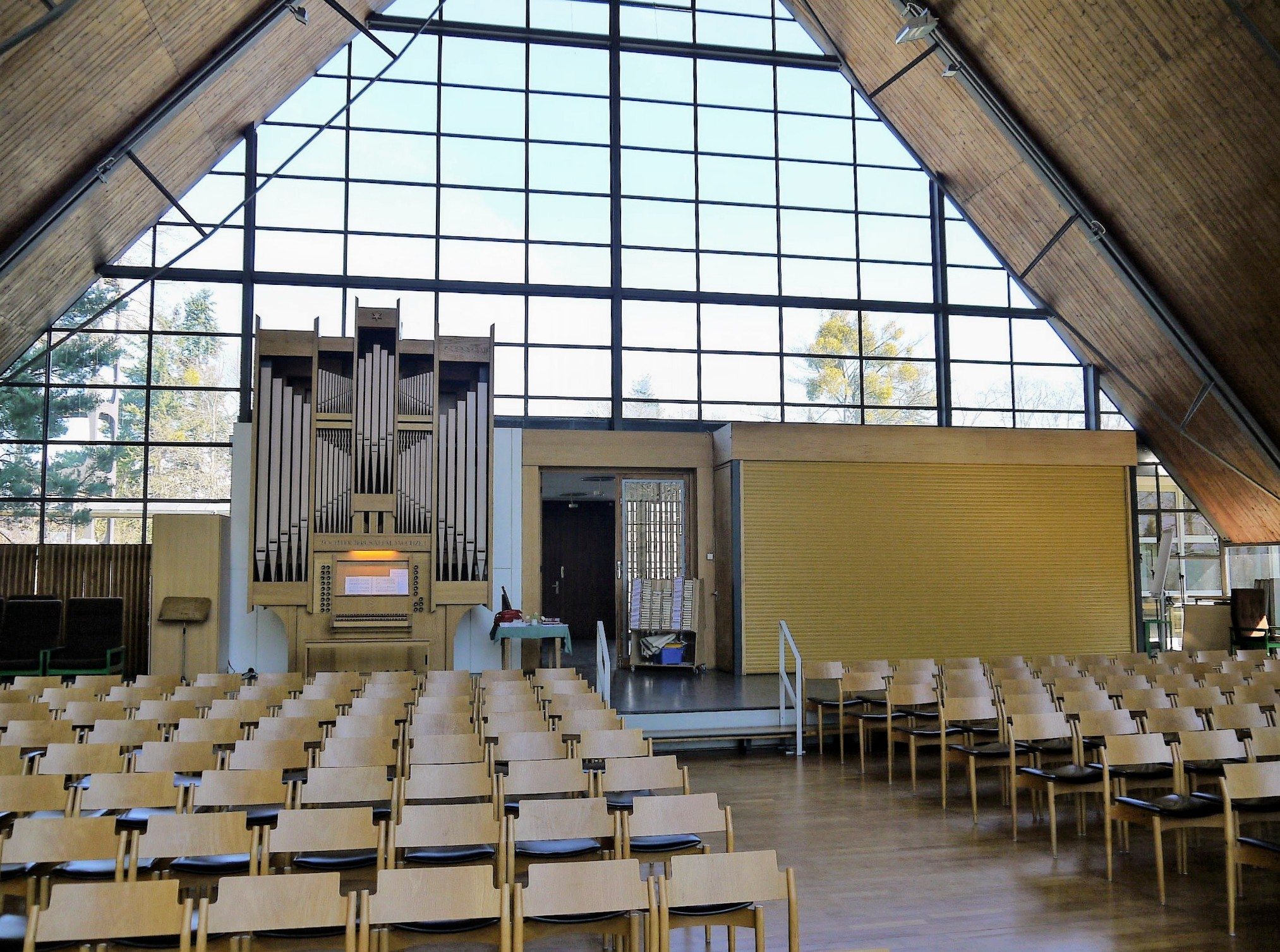
Blick zur Orgel (2017)

Das Kirchenschiff ist für 300 Personen ausgelegt. Ein Kirchengestühl ist nicht vorhanden, eine variable Bestuhlung liegt zwei Stufen tiefer im Parkett. Die kubisch-strengen Prinzipalien des Altarraums, Altar, Kanzel und Taufbecken, sind nach Entwürfen von Frei Otto aus rötlichem Sandstein jeweils aus einem Stück gehauen. Außerdem zieren ein Kreuz über dem Altar und eine aus Holz geschnitzte Skulptur einer afrikanischen Madonna die Kirche, ferner die neue Orgel. Die erste Orgel aus dem Jahr 1963 von Walcker hätte saniert werden müssen. Die Kosten hierfür wären aber unverhältnismäßig hoch gewesen. Deshalb wurde das Instrument erworben, das zuvor in der Jerusalemkirche stand, die vor einigen Jahren geschlossen wurde. Es ist neuwertig und seine Pfeifen wurden von der Firma Klop Orgelbouw ausschließlich aus Holz gefertigt. Zwei Register können in einer anderen Stimmung für historische Aufführungspraxis genutzt werden.
Im freistehenden 24 Meter hohen Glockenträger hängen unter dem weißen, beleuchteten Turmkreuz drei Bronzeglocken, die 1963 von Petit & Gebr. Edelbrock gegossen wurden.
| Schlagton | Gewicht | Durchmesser | Höhe  | Inschrift            |
| --------- | ------- | ----------- | ----- | -------------------- |
| as′       | 550 kg  | 98 cm       | 79 cm | WIR RUFEN SCHÖNOW.   |
| b′        | 370 kg  | 86 cm       | 69 cm | WIR GRÜßEN TELTOW.   |
| c″        | 270 kg  | 76 cm       | 61 cm | WIR LÄUTEN HOFFNUNG. |